# 瀬戸上健二郎
瀬戸上 健二郎（せとうえ けんじろう、1941年3月 - ）は、日本の医師（外科）。鹿児島県肝属郡東串良町出身。志布志高等学校、鹿児島大学医学部出身。

## 経歴

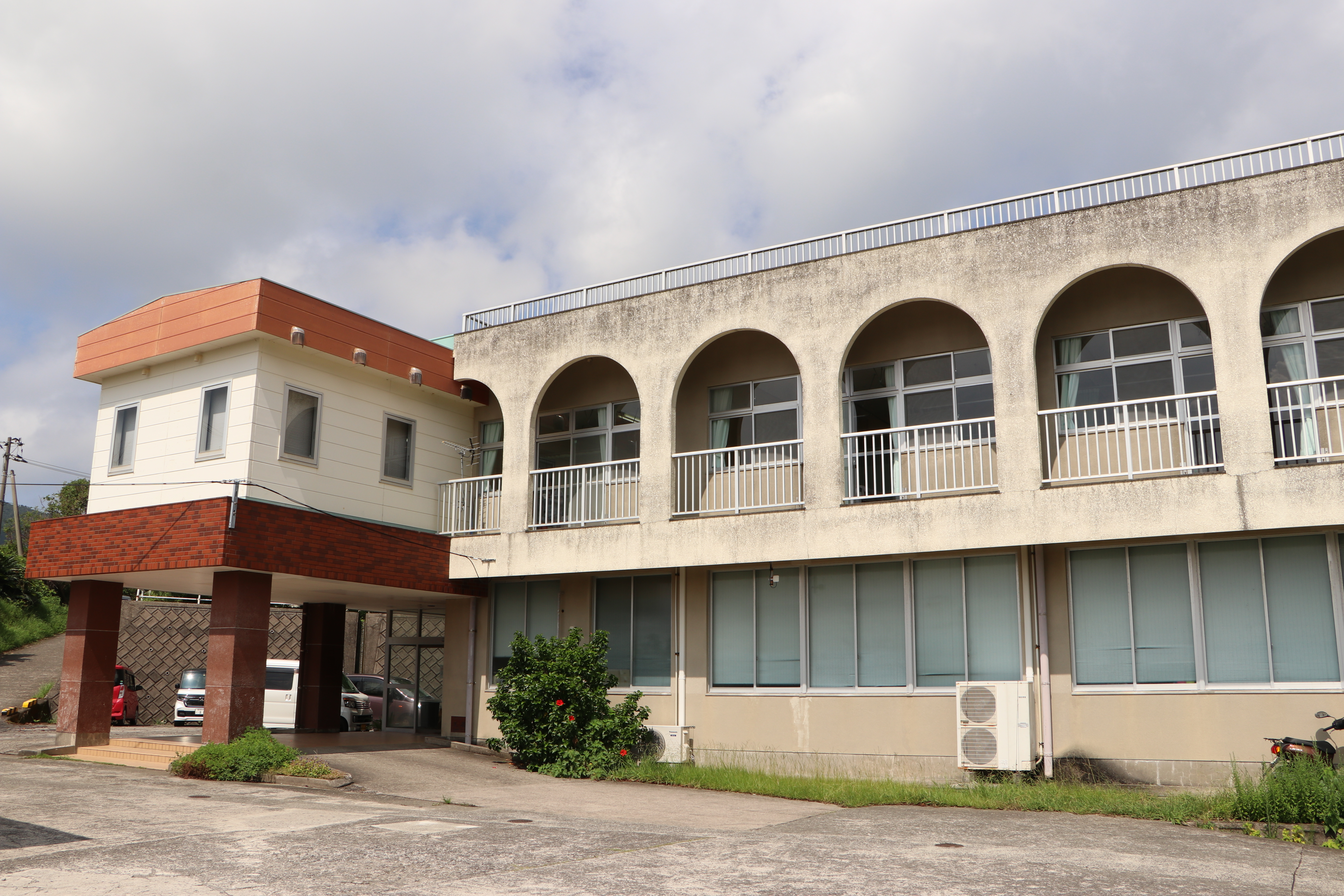
1978年から38年間所長として勤務していた下甑手打診療所

1941年、鹿児島県出身。志布志高等学校、鹿児島大学医学部卒業。
1972年から国立療養所南九州病院で外科医長を務め、1978年、下甑島の下甑村大字手打（現在の薩摩川内市下甑町手打）にある下甑村手打診療所に所長として赴任し、2017年3月まで38年間、離島医療に尽力
専門は胸部外科であり肺ガン等の離手術も手打診療所で成し遂げ、専門外の内科、産婦人科、獣医も幅広い分野の医療を施すことが出来る。他村の診療所との「診診連携」、インターネットを活用した医療連携等々、離島、僻地医療にも携わっている。

## 受賞
- 第25回医療功労賞中央表彰
- 平成12年度藍綬褒章

## 著作
- 瀬戸上健二郎『Dr.瀬戸上の離島診療所日記 ～Dr.コトーのモデル～』（小学館、2006年）

## その他
「Dr.コトー診療所」の主人公・コトー先生こと、五島健助のモデル。